# Wergenstein
Wergenstein (toponimo tedesco; in romancio: Vargistagn) è una frazione del comune svizzero di Muntogna da Schons, nella regione Viamala (Canton Grigioni).

## Geografia fisica
Wergenstein si trova nell'alto Schamserberg (toponimo tedesco; in romancio: Muntogna da Schons), il versante sinistro dello Schams lungo il Reno Posteriore.

## Storia

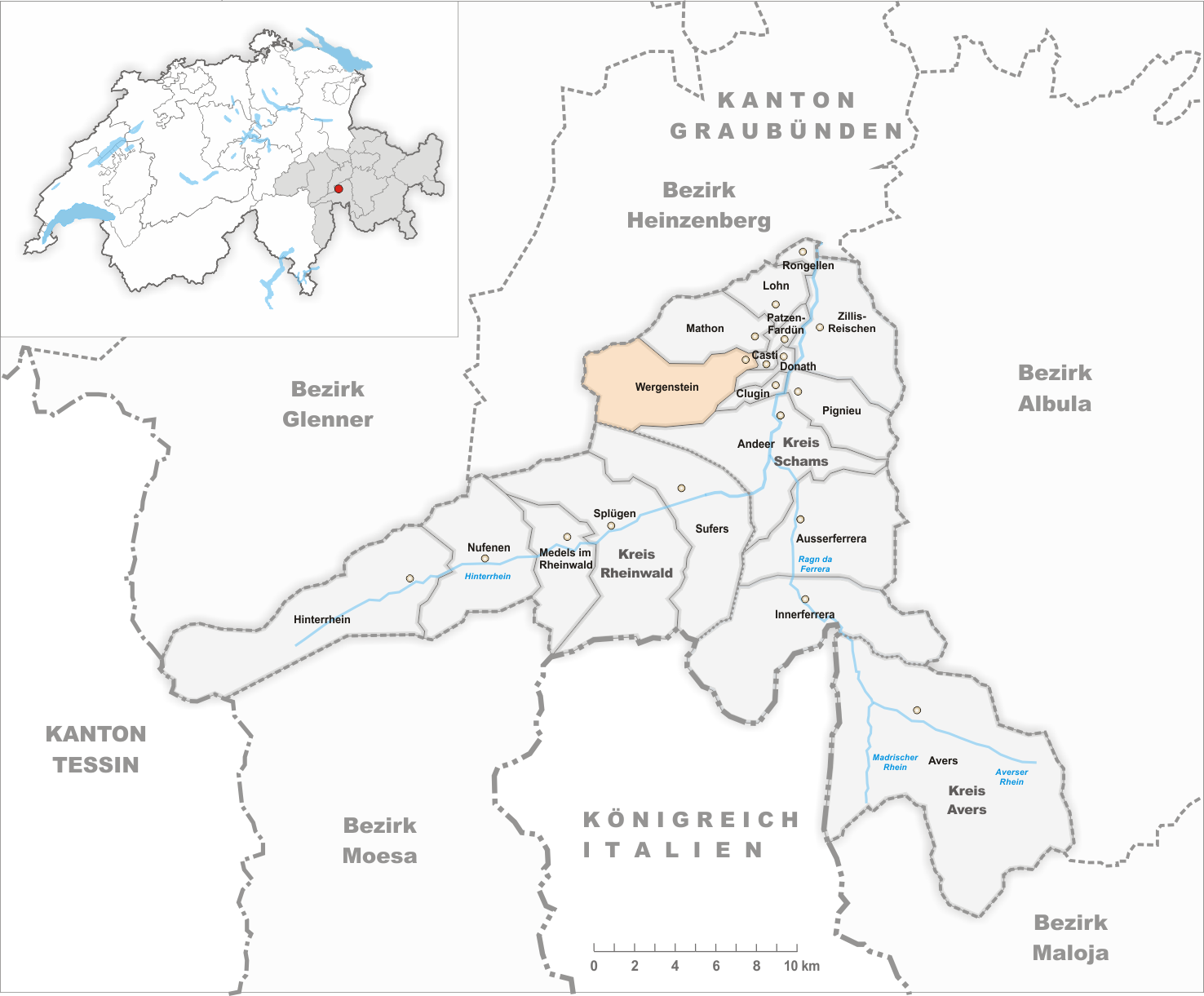
Il territorio del comune di Wergenstein prima degli accorpamenti comunali del 1923

Già comune autonomo, nel 1923 è stato accorpato all'altro comune soppresso di Casti per formare il nuovo comune di Casti-Wergenstein, il quale a sua volta il 1º gennaio 2021 è stato accorpato agli altri comuni soppressi di Donat, Lohn e Mathon per formare il nuovo comune di Muntogna da Schons.

## Monumenti e luoghi d'interesse
- Chiesa riformata di San Callisto, attestata dal 1538[1];
- Sede amministrativa del parco naturale Beverin[1].

## Società

### Evoluzione demografica
L'evoluzione demografica è riportata nella seguente tabella:
Abitanti censiti

### Lingue e dialetti
Già paese di lingua romancia, è stato parzialmente germanizzato.